# Biesówko
Biesówko [bjɛˈsufkɔ] (tiếng Đức: Klein Bössau) là một ngôi làng thuộc khu hành chính của Gmina Biskupiec, thuộc huyện Olsztyński, Warmińsko-Mazurskie, ở miền bắc Ba Lan. Nó nằm khoảng 12 kilômét (7 mi) phía bắc Biskupiec và 32 km (20 mi) về phía đông bắc của thủ đô khu vực Olsztyn.
Trước năm 1945, khu vực này là một phần của Đức (Đông Phổ).